# Bundesvereinigung Prävention und Gesundheitsförderung
Die Bundesvereinigung Prävention und Gesundheitsförderung e.V. (BVPG) wurde im Jahr 1954 gegründet und ist ein gemeinnütziger, politisch und konfessionell unabhängiger Dachverband. Ziel der BVPG ist es, Krankheitsprävention und Gesundheitsförderung nicht nur im deutschen Gesundheitswesen, sondern in allen Politik- und Lebensbereichen zu verankern und zu stärken.

## Aufgaben
Die Bundesvereinigung Prävention und Gesundheitsförderung e. V. nimmt zur Erfüllung dieses Ziels und gemäß ihrer Satzung folgende Aufgaben wahr:
- Förderung der Vernetzung staatlicher und nichtstaatlicher Organisationen zur Bündelung von Ressourcen und zur Erzielung von Synergiegewinnen
- Initiierung von und Mitarbeit an Empfehlungen nationaler Ziele für Prävention und Gesundheitsförderung sowie deren Weiterentwicklung und Verbreitung
- Initiierung und Mitwirkung bei der Erarbeitung, Weiterentwicklung, Festlegung und Umsetzung von Konzepten und Methoden zur Evaluation und Qualitätssicherung von Maßnahmen der Prävention und Gesundheitsförderung
- Beförderung von Themen der Prävention und Gesundheitsförderung im öffentlichen und politischen Raum
- Öffentlichkeitsarbeit

## Arbeitsweise
Das wichtigste Unterscheidungsmerkmal der BVPG gegenüber anderen Bundes- oder Dachverbänden ist, dass nicht spezifische Sach- oder Fachthemen prägend für das Profil des Verbandes sind, sondern die Art der Bearbeitung dieser Themen. Die BVPG fungiert als Brückeninstanz zwischen den Kooperationspartnern aus Praxis, Wissenschaft, Wirtschaft und Politik. Im Vordergrund stehen somit die Vernetzung der jeweils kompetenten und zuständigen Partnerorganisationen, die Bündelung von Ressourcen, das Erreichen von Synergien und die langfristige oder dauerhafte Verfestigung der dadurch entstehenden Plattformen oder Aktionsbündnisse.
Die BVPG kommt ihrer Koordinierungs- und Vernetzungsfunktion sowohl durch die Mitwirkung in gesundheitspolitischen Gremien als auch durch die Organisation und Umsetzung von Workshops, Konferenzen und Kongressen nach und nimmt damit Anteil an der fachlichen und politischen Diskussion sowie an der praktischen Umsetzung der Gesundheitsförderung und Prävention in Deutschland.
Aktuelle Themen wie gesundes Altern, Gesundheit am Arbeitsplatz, Kinder- und Jugendgesundheit, Bewegung und Ernährung, psychische Gesundheit sowie Qualitätssicherung im Bereich „Prävention und Gesundheitsförderung“ bestimmen die inhaltliche Arbeit der BVPG. Die Auswahl der jeweils prioritären Themen folgt den Wünschen und Forderungen der Mitgliedsorganisationen und sonstiger Kooperationspartner der Bundesvereinigung. Ebenfalls werden Themen von der BVPG selbst aus Gründen der politischen Bedeutsamkeit oder des Vorantreibens innovativer (Weiter-)Entwicklungen aktiv vorgeschlagen.

## Organisationsstruktur
138 Organisationen, die einen Arbeitsschwerpunkt im Bereich „Prävention und Gesundheitsförderung“ aufweisen, sind derzeit Mitglied bei der BVPG. Hierzu zählen (Bundes-)Verbände des Gesundheitswesens und der Krankenkassen, staatliche Stellen, Gesundheits-, Rehabilitations- und Selbsthilfe-Organisationen, Kammern, Verbände der Heil- und Hilfsberufe, aber auch Bildungseinrichtungen und Akademien sowie weitere Verbände und Einzelmitglieder.
Vereinsorgane der BVPG sind der elfköpfige Vorstand sowie die Mitgliederversammlung. In der BVPG-Geschäftsstelle sind acht hauptamtliche Mitarbeiter beschäftigt. Geschäftsführerin der BVPG-Geschäftsstelle ist Beate Grossmann. Seit Mai 2022 ist Kirsten Kappert-Gonther, MdB und amtierende Vorsitzende des Gesundheitsausschusses, Präsidentin der BVPG.
Seit 2016 führt die BVPG das Präventionsforum im Auftrag der Nationalen Präventionskonferenz (NPK) durch. Das Präventionsforum ist eine jährliche Veranstaltung, zu der die Nationale Präventionskonferenz bundesweit agierende Organisationen und Verbände einlädt, die sich maßgeblich in der Gesundheitsförderung und Prävention engagieren.

## Finanzierung
Die Bundesvereinigung wird für ihre satzungsgemäß festgelegten Ziele und Aufgaben sowie auf der Basis eines jeweils aktuellen Jahresarbeitsprogramms vom Bundesministerium für Gesundheit institutionell gefördert. Davon unabhängig erfolgt die Finanzierung von Projekten aus öffentlichen Mitteln und Sponsorengeldern.

## Geschichte
Vom „Bundesausschuß für gesundheitliche Volksbelehrung“ über die „Bundesvereinigung für Gesundheitserziehung“ (1969) und von dort zur „Bundesvereinigung für Gesundheit“ (1992) verliefen die Entwicklungsphasen des seit 1997 einzigen nationalen Dachverbands für Bundesorganisationen, die auf dem Gebiet der Prävention und Gesundheitsförderung arbeiten.
Die Umbenennung in die heutige Bundesvereinigung Prävention und Gesundheitsförderung e. V. erfolgte im Jahr 2007 im Zuge der Fusion mit dem Deutschen Forum Prävention und Gesundheitsförderung (DFPG). Durch diesen Zusammenschluss gelang es, die Mitgliederzahlen zu erhöhen.